# ウシマンボウ
ウシマンボウ (Mola alexandrini) は、条鰭綱フグ目マンボウ科マンボウ属に分類される魚類。

## 分布
模式産地はアドリア海。
極圏をのぞく世界中の海に分布する。マンボウよりも暖かい海域を好むとされる。日本では北海道以南に分布する。

## 形態

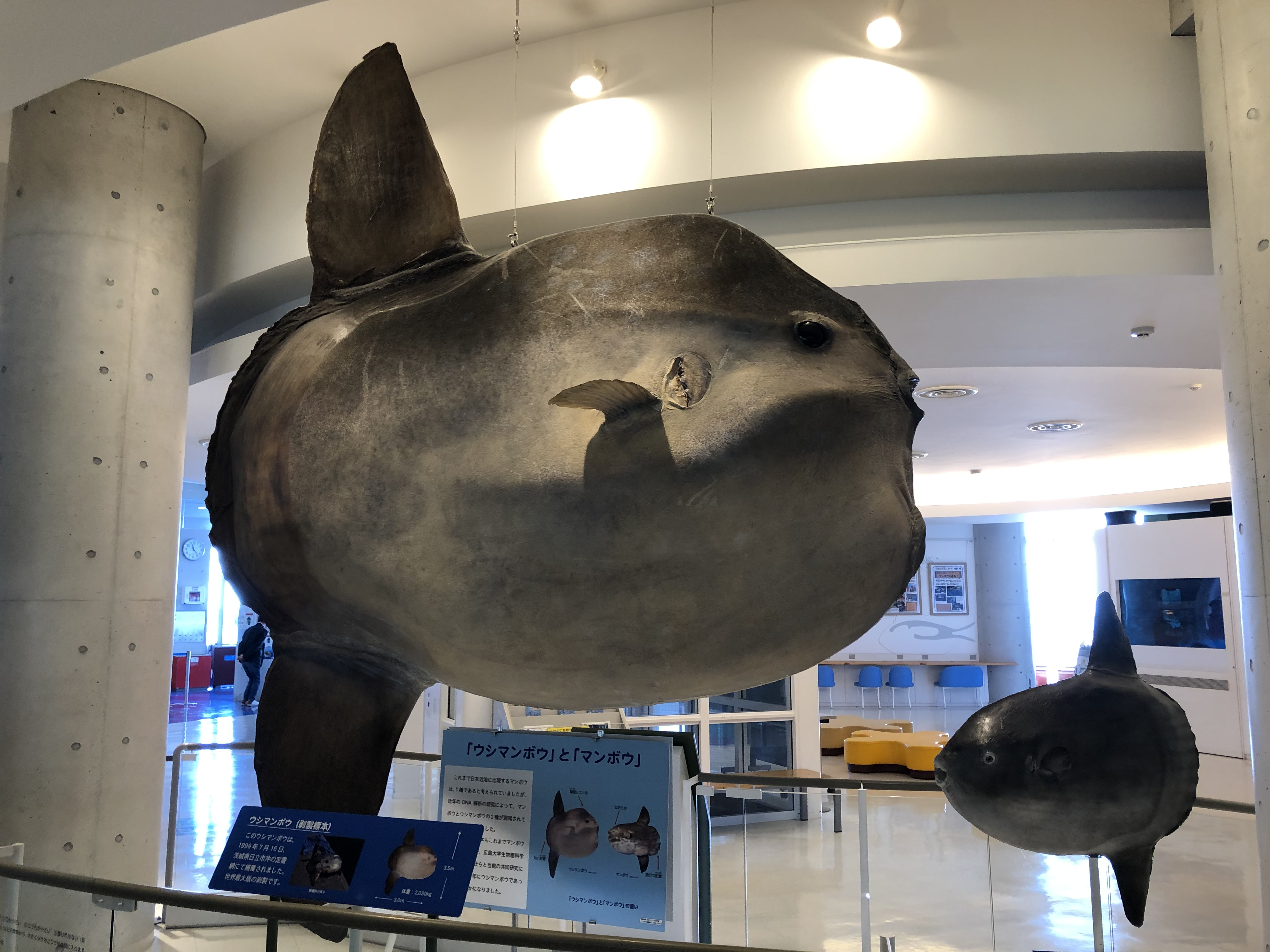
体高3.5mのウシマンボウの標本。右下はマンボウの標本。（アクアワールド・大洗展示）

最大の個体は2021年12月9日にアゾレス諸島のファイアル島沖で死後に捕獲された全長325cm、全高359cm、重量2744kgである。この他にも鴨川沿岸で捕獲された全長272cm、重量2,300kgなどが発見されている。全長330cm以下の個体しか発見されていないが、より大型化する可能性もあり、網地島沖で捕獲された全長332センチメートルのマンボウ類は本種であるという可能性も指摘されている。体高は全長の56-63%になり、マンボウよりやや高い。頭部や顎は隆起する。鱗は長方形。舵鰭条数14 - 24。骨板数8 - 15。マンボウでは舵鰭の後縁に凹凸がみられるが、本種ではそれが見られない。体は全体が灰白色である。胸鰭より腹側の側面と、腹面はより淡い色になり、不規則な淡灰色の模様がみられる個体もいる。各鰭も淡灰色である。

## 分類
以前のマンボウ属は、形態からマンボウと南半球のみに分布するゴウシュウマンボウMola ramsayiの2種から構成されると考えられていた。2009年に日本近海の標本も多く含めた世界中のマンボウ属の標本122頭のミトコンドリアDNAのD-loop領域の分子系統解析から、マンボウ属は少なくとも3種に分かれるという解析結果が得られ、本種はその中のgroup A（Mola sp. A）とされていた。日本近海で主に見られるものはgroup B（Mola sp. B）だったが、group Aの個体も捕獲されていた。一方でこれらの分子系統解析の結果と用いられた標本の形態比較が並行して行われておらず、2009年の段階ではMola sp. Aに対応する学名は不明で更なる研究・比較検討が必要とされていた。2010年にはMola sp. Aの標準和名を「ウシマンボウ」とすることが提唱された。2017年に文献や標本の調査からMola alexandriniの模式標本の再発見・Mola sp. AがM. alexandriniと同一であること・ゴウシュウマンボウM. ramsayiがより先に記載されたM. alexandriniのシノニムとなることが判明し、本種の学名をM. alexandriniとする説が提唱された。

## 生態
水深0 - 600 mでみられる。本種は大量のクラゲを捕食する。クラゲは栄養価に乏しいものの、個体数が非常に多く容易に捕食できる。本種は他にクモヒトデや小魚、プランクトン、藻類、サルパ(尾索動物の一種)、軟体動物なども捕食する。海面近くに横たわって日光浴をする姿がみられ、これには餌を求めて冷たい深海へ潜った後に体を暖めるため、体に酸素を供給するため、あるいはカモメを呼んで寄生虫を取り除いてもらうため、といった理由があると考えられている。

## 人間との関係
クジラのように報道はされないが、船舶との衝突により死亡している可能性がある。
日本の東北地方では夏に定置網によって漁獲される。
標準和名を提唱した研究チームに所属していた澤井悦郎は、ライフワークとして本種の歴史調査も行っている。
2021年12月9日にアゾレス諸島で発見された個体は「世界で最も重い硬骨魚」としてギネス世界記録に認定されている。それ以前も本種が認定されていた。